# 喬氏吻鱵
乔氏吻鱵（学名：Rhynchorhamphus georgii）为鱵科吻鱵鱼属的鱼类。分布于东达吉尔伯特群岛、南至澳大利亚、西达毛里求斯以及福建南部及台湾海峡到南海等，属于暖水性近海鱼类。其主要栖息于中上层水域。该物种的模式产地在印度孟买。